# Ne quittez pas
Ne quittez pas est un court métrage français réalisé par Sophie Schmit et sorti en 1984.

## Fiche technique
- Titre : Ne quittez pas
- Réalisation : Sophie Schmit
- Photographie : Carlo Varini
- Montage : Sophie Schmit
- Production : Luc Besson
- Pays d'origine :  France
- Format : couleurs - 35 mm - Mono
- Date de sortie : 1984

## Distribution
- Luc Besson
- Jean Bouise
- Brigitte Chamarande
- Edward Meeks
- Marie-Claude Musso
- Jean Reno
- Marie Vincent